# Dragon Mountain
Dragon Mountain est un parcours de montagnes russes en métal du parc d'attractions Marineland, situé à Niagara Falls en Ontario, au Canada.
À leur ouverture en 1983, elles étaient les montagnes russes les plus hautes au monde (56,7 mètres). Ce sont les dernières montagnes russes avec des inversions qui sont devenues les plus hautes du monde.

## Trains
- 3 trains de 7 wagons. Les passagers sont placés par 2 sur 2 rangs pour un total de 28 passagers par train.